# Прва савезна лига Југославије у фудбалу 1966/67.

Прва савезна лига Југославије у фудбалу 1966/67. била је највиши ранг фудбалског такмичења у Југославији 1966/67. године. И тридесетдевета сезона по реду у којој се организовало првенство Југославије у фудбалу. Шампион је постао ФК Сарајево из Сарајева, освојивши своју прву шампионску титулу. Из лиге су испали никшићка Сутјеска и Челик из Зенице.

## Учесници првенства
У фудбалском првенство Југославије у сезони 1966/67. је учествовало укупно 16 тимова, од којих су 5 из СР Србије, по 4 из СР Хрватске и из СР Босне и Херцеговине и по 1 из СР Македоније, СР Црне Горе и СР Словеније.
- Вардар, Скопље
- Вележ, Мостар
- Војводина, Нови Сад
- Динамо, Загреб
- Жељезничар, Сарајево
- Загреб
- Олимпија, Љубљана
- ОФК, Београд
- Партизан, Београд
- Раднички, Ниш
- Ријека
- Сарајево
- Сутјеска, Никшић
- Хајдук, Сплит
- Црвена звезда, Београд
- Челик, Зеница

## Табела
| Место | Клуб              | мечева | победа | нерешених | пораза | дати голови | примљени голови | гол разлика | бодова  |
| ----- | ----------------- | ------ | ------ | --------- | ------ | ----------- | --------------- | ----------- | ------- |
| 1     | Сарајево          | 30     | 18     | 6         | 6      | 51          | 29              | +22         | 42      |
| 2     | Динамо            | 30     | 15     | 10        | 5      | 42          | 21              | +21         | 40      |
| 3     | Партизан          | 30     | 14     | 10        | 6      | 52          | 28              | +24         | 38      |
| 4     | Војводина         | 30     | 12     | 9         | 9      | 40          | 39              | +1          | 33      |
| 5     | Црвена звезда     | 30     | 12     | 8         | 10     | 53          | 46              | +7          | 32      |
| 6     | Жељезничар        | 30     | 14     | 4         | 12     | 43          | 42              | +1          | 32      |
| 7     | Хајдук            | 30     | 12     | 7         | 11     | 43          | 28              | +15         | 31      |
| 8     | Вардар            | 30     | 13     | 5         | 12     | 41          | 44              | -3          | 31      |
| 9     | Раднички          | 30     | 13     | 4         | 13     | 32          | 35              | -3          | 30      |
| 10    | Вележ             | 30     | 9      | 10        | 11     | 35          | 41              | -6          | 28      |
| 11    | Ријека            | 30     | 9      | 9         | 12     | 37          | 39              | -2          | 27      |
| 12    | Загреб            | 30     | 10     | 7         | 13     | 34          | 48              | -14         | 27      |
| 13    | ОФК               | 30     | 8      | 7         | 15     | 36          | 37              | -1          | 23      |
| 14    | Олимпија          | 30     | 9      | 5         | 16     | 33          | 47              | -14         | 23      |
| 15    | Сутјеска Никшић   | 30     | 8      | 6         | 16     | 30          | 58              | -28         | 22      |
| 16    | Челик Зеница      | 30     | 7      | 7         | 16     | 20          | 40              | -20         | 17 (-4) |
| -     | Марибор           | -      | -      | -         | -      | -           | -               | -           | -       |
| -     | Пролетер Зрењанин | -      | -      | -         | -      | -           | -               | -           | -       |

Најбољи стрелац првенства: Мустафа Хасанагић (Партизан) - 18 голова

## Освајач лиге
- ФК САРАЈЕВО (тренер: Мирослав Брозовић)

играчи (мечева/голова): 
- Бошко Антић (30/14)
- Миленко Бајић (30/0)
- Мирсад Фазлагић (30/0)
- Фахрудин Прљача (29/5)
- Сеад Јесенковић (29/0)
- Бошко Продановић (28/10)
- Вахидин Мусемић (25/16)
- Сретен Сиљкут (25/3)
- Сирчо (25/0) -голман-
- Фуад Музуровић (23/0)
- Блазевић (20/0)
- Ибро Биоградилић (15/0)
- Вујановић (9/1)
- Асим Ферхатовић (8/0)
- Рефик Муфтић (5/0) непосредно након почетка сезоне отишао да служи обавезни војни рок
- Дилберовић (4/0)
- Мандић (3/0)
- Светозар Вујовић (2/0) непосредно након почетка сезоне отишао да служи обавезни војни рок
- Маглајлија (1/0)
- Макић (1/0)

| Првак Југославије у фудбалу 1966/67. |
| ------------------------------------ |
| Сарајево 1. титула                   |